# トゥイーティー

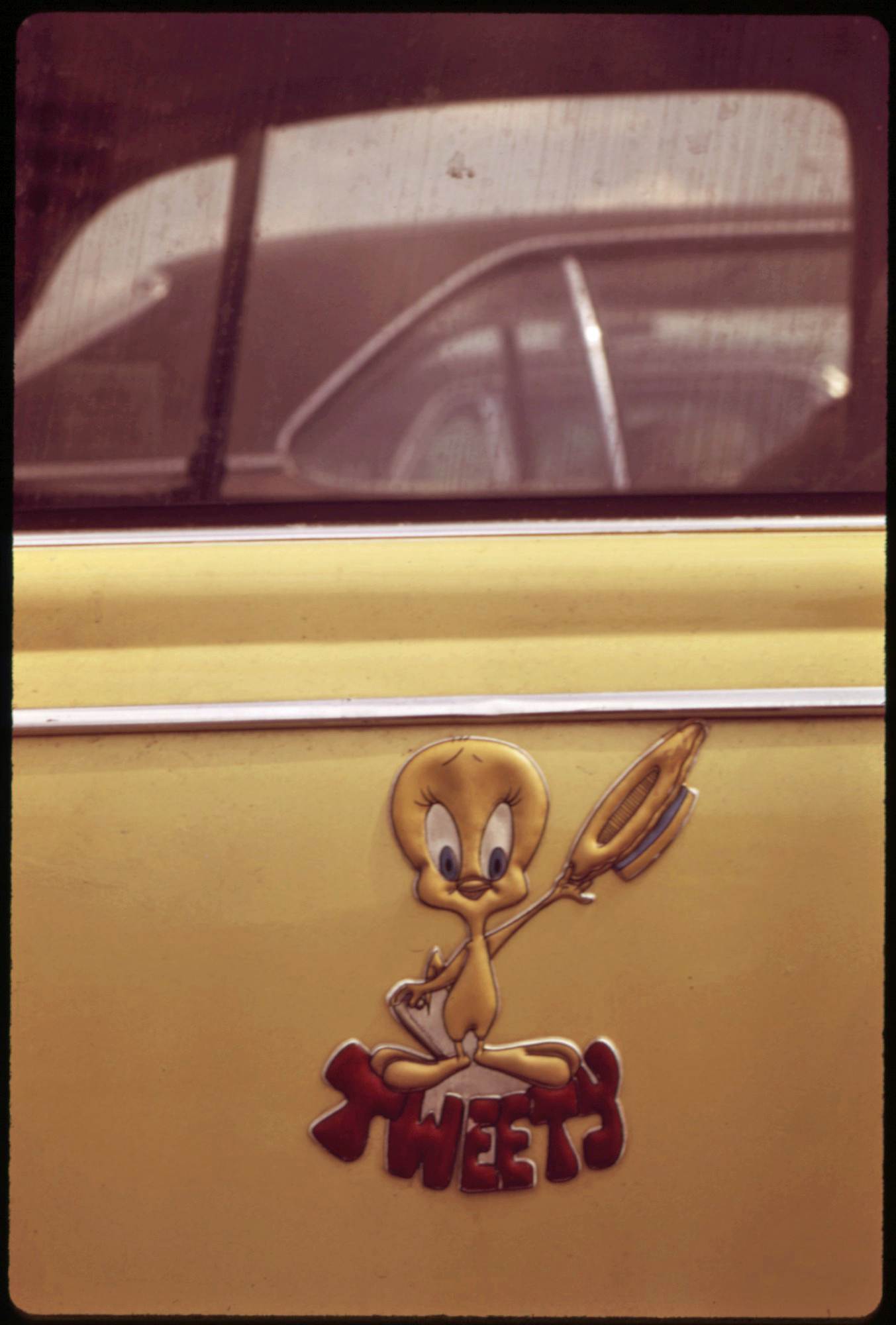
トゥイーティー

トゥイーティー（Tweety Bird）は、ワーナー・ブラザースによるアニメ『ルーニー・テューンズ』に登場する黄色い鳥のキャラクター。白と黒の猫シルベスターに追いかけられ、トゥイーティーが知恵であしらい、逃げきるコメディーアニメが主。特徴としては、全身が黄色く、瞳はブルー。頭と足が大きく、長いまつげと、頭に3本の毛が生えている。トゥイーティーの主演作品は少なくシルベスターの短編の方が多い。

## プロフィール
- 名前：Tweety Bird
  - トゥイーティー（またはトゥイティー）

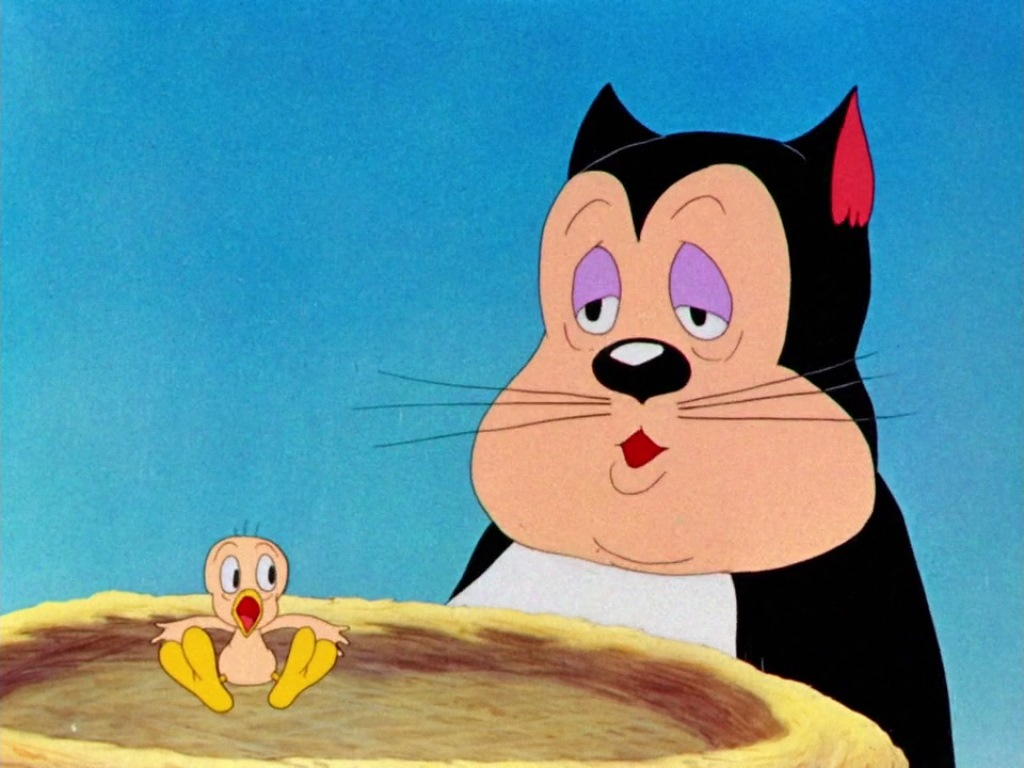
初期のトゥイーティー（左） 現在とは異なり、黄色い羽毛に覆われていない。

  - 正式に出版された書物やDVDなどでも「トゥイーティー」と書かれていたり「トゥイティー」と書かれており、その表記はまちまちである。日本での発音は「トゥイーティー」に近い。
- 性別：オス♂
- 住所：アメリカ合衆国ロサンゼルス
- グラニーなどの人物にペットとして飼われていることが多いが、シナリオによっては野生の場合もある。
- 誕生日：11月21日
- 年齢：不明、自分自身もわからないようである（シナリオによっては生後間もない雛という設定の場合もある）。
- 種類：カナリア（「TWEETYという、珍しい品種の鳥」という設定の場合もある）。
- 性格：賢く、勇敢だがシルベスター以外の相手には猫被っており、腹黒いところもある。
  - 恋愛に積極的。アウーガという恋人がいる。
- 口癖：「見た!見た!ネコたん!」、その後シルベスターを見て、「やっぱい、やっぱい見た！ネコたん！」（旧版では「今確かにネコたん見たでしゅ」）
  - 原語版は「I TAW, I TAW PUDDY TAT!!（I SAW, I SAW PUSSY CAT!!）」
- 口調：さ行の発音をた行で、ま行、た行、ら行の発音をあ行でしゃべる。
  - ほとんどの動物を「○○たん」として呼ぶ（シルベスターのことを、「ネコたん」と呼ぶなど）。また、大人（特に、飼い主グラニー）の口真似をすることも多い。
  - 4代目（旧版）は「性悪（しょうわう）のネコたん」と呼んでいた。

## 出演作品

### 短編映画
- ネコたちの大作戦（A Tale of Two Kitties、1942年）
- Birdy and the Beast（1944年）
- かわいいあの子をつかまえろ（A Gruesome Twosome、1946年）
- 部屋の中で大バトル（Tweetie Pie、1947年）
- 食うか食われるか（I Taw a Putty Tat、1948年）
- わういネコたん（Bad Ol' Putty Tat、1949年）
- 公園は楽しいわが家（Home Tweet Home、1950年）
- 旅はネコ連れ（All A Bir-r-r-rd、1950年）
- カナリヤ横丁（Canary Row、1950年）
- ネコたん大騒ぎ（Putty Tat Trouble、1951年）
- お騒がせなお忍び客（Room and Bird、1951年）
- トゥイーティー､S.O.S（Tweety's S.O.S、1951年）
- 森は楽しいトゥイーティー（Tweet Tweet Tweety、1951年）
- 贈り物に舌つづみ（Gift Wrapped、1952年）
- 犬のいぬ間に（Ain't She Tweet、1952年）
- 悪知恵合戦（A Bird In Guilty Cage、1952年）
- 雪の日の出来事（Snow Business、1953年）
- 鳥の取り違え（Fowl Weather、1953年）
- ネコ族の襲撃（Tom Tom Tomcat、1953年）
- 欲望というあだ名のシルベスター（A Street Cat Named Sylvester、1953年）
- インチキヒーロー（Catty Cornered、1953年）
- ブルドックにご用心（Dog Pounded、1954年）
- 吠えるが勝ち（No Barking、1954年）（カメオ出演）
- 狙われたお引越し（Muzzle Tough、1954年）
- 悪魔の呼び声（Satan's Waitin'、1954年）
- ネコの海岸物語（Sandy Claws、1955年）
- ネコたん､サーカス乱入（Tweety's Circus、1955年）
- おばあちゃんにご用心（Red Riding Hoodwinked、1955年）
- 留守にはご用心（Tweet and Sour、1956年）
- トゥイーティー危機一髪（Tree Cornered、1956年）
- ボートで楽しく（Tugboat Granny、1956年）
- たのしい動物園（Tweet Zoo、1957年）
- シルベスターと豆の木（Tweety and the Beanstalk、1957年）
- 鳥中毒撲滅協会（Birds Anonymous、1957年）
- 動物病院の懲りない面々（Greedy For Tweety、1957年）
- スパゲッティ・カナリヤン（A Pizza Tweety Pie、1958年）
- ハッとしてカナリヤ（A Bird in a Bonnet、1958年）
- ネコたんVSネコたん（Trick or Tweet、1959年）
- 鳥にウットリ、命とり（Tweet and Lovely、1959年）
- 悩めるシルベスター（Tweet Dreams、1959年）
- 小鳥ちゃんは殺人鬼（Hyde and Go Tweet、1960年）
- 世界グルメ一周（Trip For Tat、1960年）
- 戦場のメッセンジャー（The Rebel Without Claws、1961年）
- 良心のささやき（The Last Hungry Cat、1961年）
- 空飛ぶ鳥カゴ（The Jet Cage、1962年）
- ハワイアン・ホリデー（Hawaiian Aye Aye、1964年）
- クリスマス・キャロル（Bugs Bunny's Christmas Carol、1979年）
- キャロットブランカ（Carrotblanca、1995年）
- スーパー・ダック（Superior Duck、1996年）（カメオ出演）
- 見た見たねこたん  (I taw I taw a putty tat、2012年)

### 長編映画
- トゥイーティーのフライング・アドベンチャー 80日間世界一周大冒険

### テレビ放送
- タイニー・トゥーン
- シルベスター&トゥイーティー ミステリー
- ベビー・ルーニー・テューンズ
- ルーニー・テューンズ・ショー
- 新 ルーニー・テューンズ
- ルーニー・テューンズ・カートゥーンズ
- バッグス・バニー ビルダーズ

## 声優

### オリジナル版
オリジナルではメル・ブランクが担当、ブランク氏の死去後は多数の声優が担当している。
| 担当声優                       | 担当作品 |
| ------------------------------ | --- |
| ダニー・ケイ                   | 1951年 カバー曲『I Taut I Taw a Puddy Tat』                                                                                      |
| ギルバート・マック             | 1961年 キャラクターソング『Bugs Bunny Songfest』                                                                                 |
| ジェフ・バーグマン             | タイニー・トゥーンズ ルーニー・テューンズ・ショー                                                                                |
| ボブ・バーゲン                 | キャロットブランカ スペース・ジャム ルーニー・テューンズ:ワールド・オブ・メイヘム 新 ルーニー・テューンズ スペース・プレイヤーズ |
| キース・スコット               | Looney Tunes Radio Showなど |
| グレッグ・バーソン             | アニマニアックス |
| ジョー・アラスカイ             | シルベスター&トゥイーティー ミステリー                                                                                           |
| エリック・ゴールドバーグ       | 1996年の短編映画『スーパー・ダック』 ルーニー・テューンズ:バック・イン・アクション                                               |
| サムエル・ビンセント           | ベビー・ルーニー・テューンズ |
| トム・ケニー                   | Looney Tunes: Stranger Than Fiction（ヴァンパイア・トゥイーティー役）                                                            |
| ビリー・ウェスト               | 2003年の短編映画『Museum scream』                                                                                                |
| ケビン・シニック               | Mad |
| パトリック・ウォーバートン     | ファミリー・ガイ |
| ディー・ブラッドリー・ベイカー | 新 ルーニー・テューンズ（モンスター・トゥイーティー）                                                                            |
| エリック・バウザ               | ルーニー・テューンズ:ワールド・オブ・メイヘム（モンスター・トゥイーティー） ルーニー・テューンズ・カートゥーンズ                 |

### 日本語版
太字は現役声優。
| 担当声優       | 担当作品                                                                 | 担当時期        |
| -------------- | ------------------------------------------------------------------------ | --------------- |
| 武藤礼子       | バッグス・バニー劇場                                                     | 1961年 - 1964年 |
| 吉田理保子     | TBSテレビ版『マンガ大作戦』（途中まで）                                  | 1971年 - 不明   |
| 三輪勝恵       | TBS版テレビ版『マンガ大作戦』（途中から）                                | 不明 - 1974年   |
| 増山江威子     | 静岡第一テレビ版『バッグス・バニーとゆかいな仲間たち』                   | 1980年代        |
| 貴家堂子       | 静岡第一テレビ版『バッグス・バニーとゆかいな仲間たち』（スペシャルのみ） | 1980年代        |
| 坂本千夏       | ロジャー・ラビット                                                       | 1988年12月      |
| 土井美加       | バッグス・バニーのぶっちぎりステージ タイニー・トゥーンズ                | 1989年 - 1992年 |
| こおろぎさとみ | ルーニー・テューンズ'96以降の作品                                        | 1996年10月 -    |
| 高柳明音       | ぴあ トムとジェリーDVD傑作集 おまけ作品『森は楽しいトゥイーティー』      | 2010年07月      |

## 日本でのキャラクター起用
- ブルボン
- ダイハツ工業
- ミスタードーナツ
- KFCコーポレーション
- テレビ朝日『魔女っ子チックル』
- ワーナー・マイカル・シネマズ